# Parcul Național Krka
Parcul Național Krka este o arie protejată de interes național ce corespunde categoriei a II-a IUCN (parc național), situat pe teritoriile cantonului Šibenik-Knin din Croația..

## Geografie
Parcul Național Krka este situat în întregime pe teritoriul cantonului Šibenik-Knin și cuprinde o suprafață de 109 kilometri pătrați de-a lungul râului Krka : doi kilometri în aval de Knin spre Skradin și partea inferioară a râului Čikola . Parcul Național Krka este o regiune spațioasă , în mare parte neschimbată de valoari naturale de exceptie și cu multiple fațete , cuprinde una sau mai multe ecosisteme conservate sau modificate nesemnificativ .

## Biodiversitate

### Flora
Parcul Național Krka aparține climatului mediteranean. Datorită poziției sale speciale, distribuția de diferite tipuri de habitate , acesta este caracterizat de floră și faună deosebit de bogate și variate .
Opt sute șaizeci de specii și subspecii de plante au fost identificate pe teritoriul Parcului National Krka , inclusiv mai multe specii endemice .

### Fauna

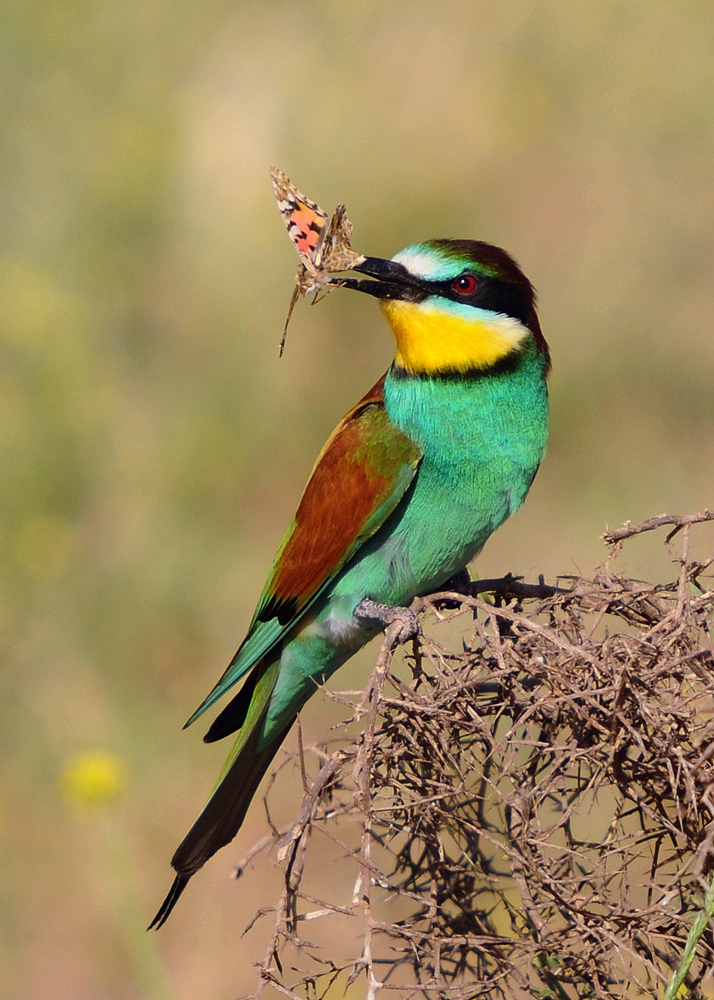
Prigoare (Merops apiaster)

Optsprezece specii de pești locuiesc în arealul râului Krka, printre care zece sunt endemice, ceea ce face Krka un reper natural de cea mai înaltă categorie. Păstrăvul este un pește ce poate fi găsit în ecosistem.
Specii de stuf, lacuri formate de-a lungul parte a râului și pajiști inundate abundă în amfibieni și păsări, în timp ce tufișuri și cariere de piatră sunt acasă, la reptile.
Abundența de specii de păsări , structura comunităților de păsări și importanța majoră a parcului național pentru primăvară și toamnă, face printre cele mai valoroase ornitologice regiuni ale Europei. Există numeroase păsări de pradă în zona, cele notabile sunt: Vultur pescar, Șerpar, Acvilă de munte, Acvila porumbacă și Șoim călător. Alte păsări de interes sunt Vultur-bufnița eurasiatică, Prigoare și Vulturul pleșuv sur.
Printre mamifere, există 18 specii de lilieci, care sunt, în general, pe cale de dispariție sau în apropiere de dispariție în restul Europei și altă specie amenințată este Vidra.

## Turism
Atunci când ești în Parcul Național Krka , există mai multe locuri de interes turistic . Spre atracțiile și facilitățile disponibile sunt diferite poteci , excursii și prezentări , excursii cu barca , magazine de suveniruri , un muzeu , și restaurante . Există, de asemenea mai multe vestigii arheologice de cetăți în vecinătatea parcului datând în ceea ce privește din vremea romanilor . Ele sunt Čučevo , Nečven , Bogočin , Ključica și Burnum .

### Skradinski buk

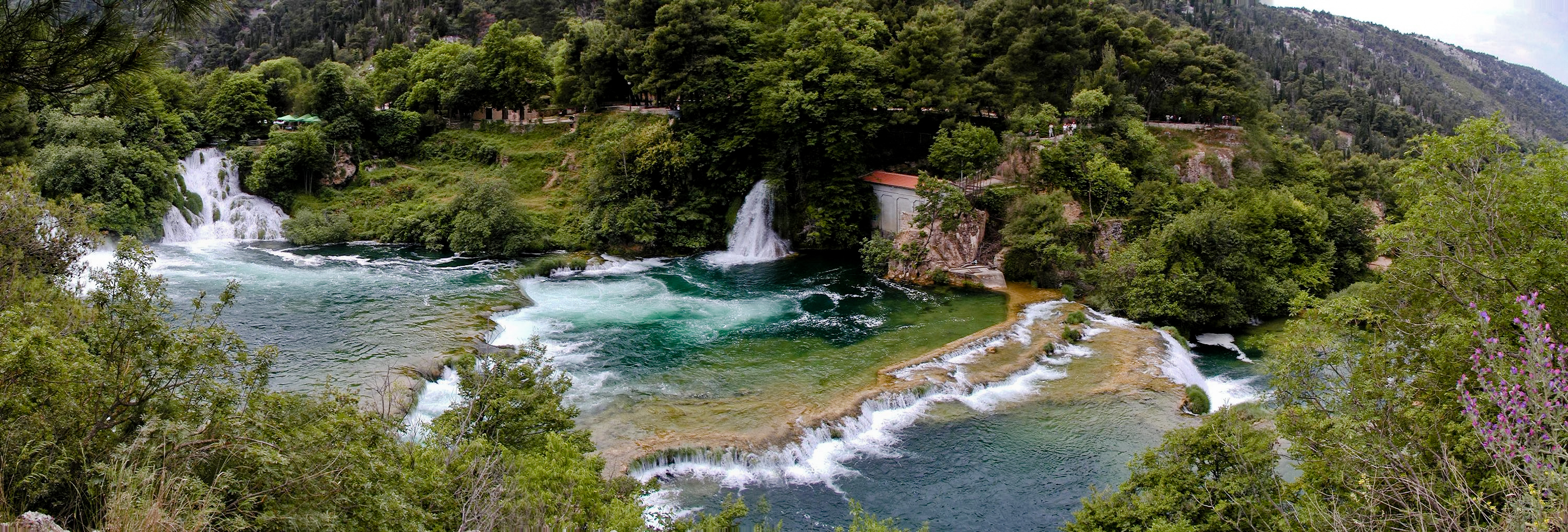
Skradinski buk

Skradinski buk este unul dintre cele mai atractive părți ale parcului . Este un bazin masiv , clar , natural, cu mari  cascade  de la un capăt la celălalt . Este cea mai mică dintre cele trei seturi de cascade formate de-a lungul râului Krka . Într-o zonă de 400 m lungime și 100 m lățime , există 17 cascade și diferența totală în înălțime între prima și ultima este 47,7 m . Datorită bogăției și varietatea de forme geomorfologice , vegetație , precum și diferitele efecte cauzate de jocul luminii pe vâltorile de apă , Skradinski Buk este considerat a fi una dintre cele mai frumoase cascade din Europa .

Cascadă

Rata de curgere este de 43 m < sup > 3 < / sup > un al doilea în timpul iernii , 18 m < sup > 3 < / sup > , în timpul verii , cu o medie de 55 de metri cubi a doua curge în jos Skradinski Buk anual . Este cel mai mare travertin sistem de cascadă din Europa .

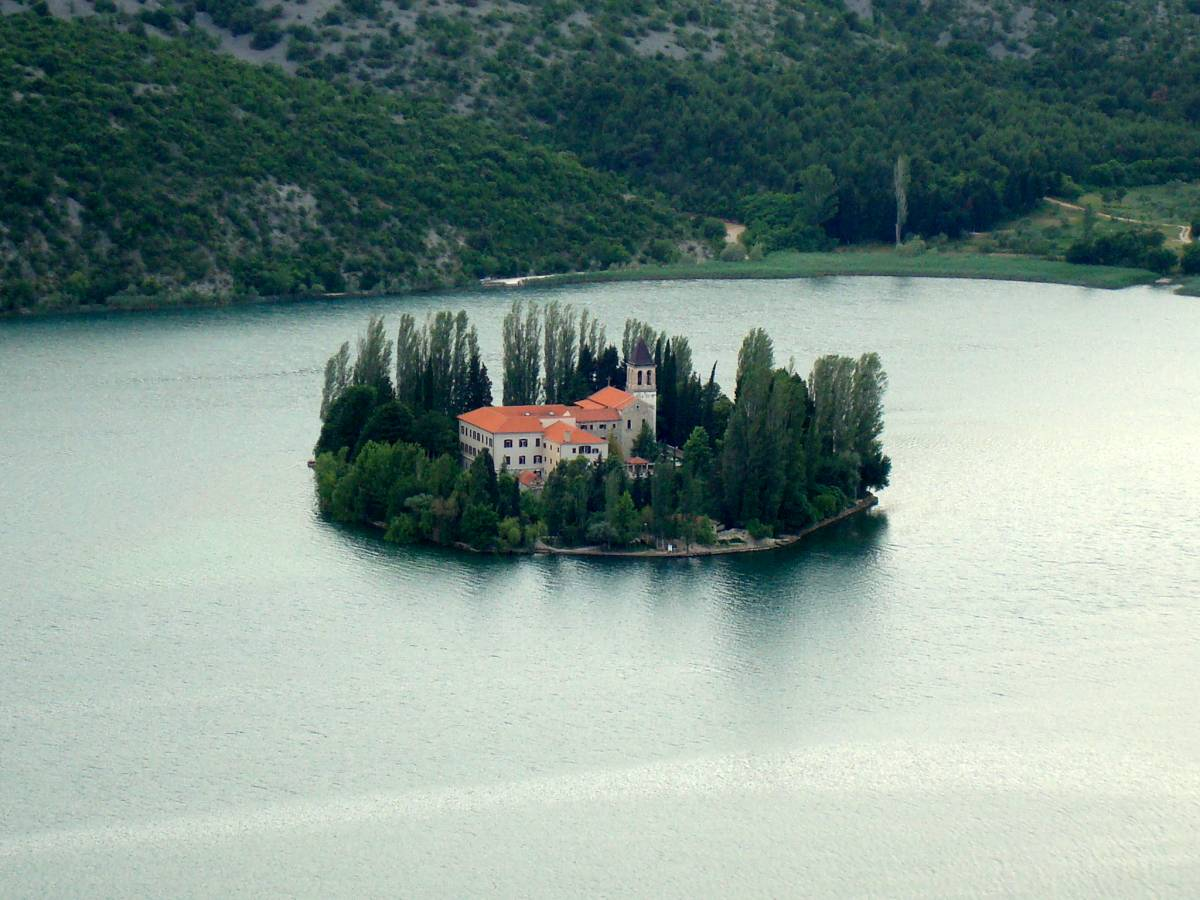
Insula Visovac.

### Roški Slap
Roški Slap , situat în apropiere de  Miljevci  , este al doilea cel mai popular punct de atracție a Parcului Național Krka în ceea ce privește numărul de vizitatori . Aceste cascade pot fi vizitate pe tot parcursul anului . Cel mai atractiv mod de a ajunge la Roški Slap este de a lua una dintre bărcile de excursie operate de Parcul Național Krka , deși se poate ajunge cu un drum public .

### Insula Visovac
În interiorul parcului este insula Visovac , care a fost fondată în timpul domniei lui Ludovic I al Ungariei ,pe insulă se află Mănăstirea Visovac fondată de franciscani în 1445 în apropiere de Miljevci. Parcul include, de asemenea și o mănăstire ortodoxă, Mănăstirea Krka infiintata în 1345. Insula poate fi vizitat de un tur cu barca de la Skradinski Buk .
Manastirea Krka este un centru spiritual al Eparhiei Ortodoxe dalmate , care are sediul la Šibenik . Acesta a fost menționat pentru prima dată în documente scrise în anul 1402 ca dotarea pios de Jelena Šubic , sora lui  împăratului Dušan . Mănăstirea a fost construită și reconstruită până la sfârșitul secolului al 18-lea .